# Mactätus
Mactätus byla norská black metalová kapela založená v roce 1989 kytaristou Royem Mathisenem (pseudonym Gaut) a zpěvákem/klávesistou Terje Sannerholtem (pseudonym Hate Rodvitnesson) v norském městě Skien. Její tvorba spadala do kategorie symfonický black metal. 
V roce 1993 vyšlo první demo In Sorrow a v roce 1997 debutové studiové album s názvem Blot. Není známo, kdy přesně se kapela rozpadla, poslední album Suicide vyšlo v roce 2002. Celkem vyšly 4 řadové desky: Blot (1997), Provenance of Cruelty (1999), The Complex Bewitchment (2000) a Suicide (2002).

## Diskografie
Dema
- In Sorrow (1993)
- Sorgvinter (1996)
- A Dark Journey (1998)

Studiová alba
- Blot (1997)
- Provenance of Cruelty (1999)[1]
- The Complex Bewitchment (2000)
- Suicide (2002)